# Équipe d'Italie des moins de 18 ans de football
L'équipe d'Italie de football des moins de 18 ans est constituée par une sélection des meilleurs joueurs italiens sous l'égide de la Fédération italienne de football.

## Histoire
L'équipe italienne des moins de 18 ans remporta le Championnat d'Europe de football des moins de 18 ans à trois reprises.
L'équipe italienne U18 n'a plus joué aux matchs officiels pour le Championnat d'Europe de football des moins de 18 ans depuis 2001, car la compétition est devenue une compétition U19, c'est l'équipe d'Italie des moins de 19 ans qui prend désormais part à la compétition. La sélection U18 ne jouant que des matchs amicaux ou aux Jeux méditerranéens.

## Personnalités

### Effectif actuel
Les joueurs suivants ont été appelés pour disputer les Jeux méditerranéens de 2022 durant la semaine du 26 juin au 3 juillet 2022.
Gardiens
- Nicola Bagnolini
- Davide Mastrantonio

Défenseurs
- Andrea Bozzolan
- Lorenzo Dellavalle
- Gabriele Guarino
- Gabriele Indragoli
- Filippo Missori
- Iacopo Regonesi

Milieux
- Federico Accornero
- Lorenzo Amatucci
- Luca D'Andrea
- Luis Hasa
- Lorenzo Ignacchiti
- Justin Kumi
- Andrea Palella
- Nicola Patan

Attaquants
- Tommaso Mancini
- Antonio Raimondo

## Sélectionneurs
- 2010-2011 :  Daniele Zoratto